# Dominique Lloyd-Walter
Dominique Lloyd-Walter, née le 17 juin 1981 dans le Borough londonien de Harrow, est une joueuse professionnelle de squash représentant l'Angleterre. Elle atteint le 18e rang mondial en novembre 2006, son meilleur classement et reste dans le top 20, les quatre années suivantes. Elle est championne d'Europe junior en 2000 et championne d'Europe par équipes en 2011.

## Biographie
Elle commence le squash à l'âge de sept ans près de Londres avec ses parents eux-mêmes joueurs. Elle annonce sa retraite sportive en juillet 2011 après une longue blessure au pied de juin à décembre 2010.

## Palmarès

### Titres
- Championnats d'Europe junior : 2000
- championnat d'Europe par équipes : 2011